# ポール・ジョーンズ (サッカー選手)
ポール・ジョーンズ（Paul Jones, 1967年4月18日 - ）は、ウェールズ出身の元サッカー選手。現役時代のポジションはゴールキーパー。元ウェールズ代表。

## 所属クラブ
- キダーミンスター・ハリアーズ 1986-1991
- ウルヴァーハンプトン 1991-1996
- ストックポート・カウンティ 1996-1997
- サウサンプトン 1997-2004

→リヴァプール 2004 (loan)
- ウルヴァーハンプトン 2004-2006

→ワトフォード 2004-2005 (loan)
→ミルウォール 2005 (loan)
- QPR 2006-2007
- ボグノア・レギス・タウン 2007-2008

この項目は、ウィキプロジェクト サッカー選手の「テンプレート」を使用しています。